# Angelina Wladimirowna Schurawljowa
Angelina Wladimirowna Schurawljowa (russisch Ангелина Владимировна Журавлёва; englische Schreibweise Angelina Zhuravleva; * 20. November 1996) ist eine ehemalige russische Tennisspielerin.

## Karriere
Lasarewa begann mit acht Jahren das Tennisspielen und bevorzugt Hartplätze. Sie spielte vor allem bei Turnieren der ITF Women’s World Tennis Tour, wo sie einen Titel im Einzel und drei im Doppel gewinnen konnte.

## Turniersiege

### Einzel
| Nr. | Datum        | Turnier             | Kategorie   | Belag     | Finalgegnerin | Ergebnis        |
| --- | ------------ | ------------------- | ----------- | --------- | ------------- | --------------- |
| 1.  | 5. Juli 2015 | Scharm asch-Schaich | ITF $10.000 | Hartplatz | Jana Sisikowa | 4:6, 7:63, 7:65 |

### Doppel
| Nr. | Datum              | Turnier             | Kategorie   | Belag     | Partnerin       | Finalgegnerinnen                  | Ergebnis          |
| --- | ------------------ | ------------------- | ----------- | --------- | --------------- | --------------------------------- | ----------------- |
| 1.  | 10. September 2016 | Prag                | ITF $10.000 | Sand      | Petra Januskova | Dasha Ivanova Iva Primorac        | 6:3, 6:0          |
| 2.  | 8. Juli 2017       | Scharm asch-Schaich | ITF $15.000 | Hartplatz | Kanika Vaidya   | Verena Hofer Francesca Sella      | 7:5, 6:4          |
| 3.  | 2. Juni 2018       | Antalya             | ITF $15.000 | Sand      | Dia Ewtimowa    | Maryna Tschernyschowa Melis Sezer | 7:5, 3:6, [14:12] |